# Louis Percy
Louis Percy (ur. 15 września 1872 w Lorquin, zm. ?) – francuski strzelec, olimpijczyk, mistrz świata.
W 1912 roku wystąpił na igrzyskach olimpijskich w pięciu konkurencjach. Najwyższe miejsce indywidualnie osiągnął w karabinie wojskowym w dowolnej postawie z 600 m (20. pozycja), zaś drużynowo osiągnął najlepszy wynik w karabinie dowolnym w trzech postawach z 300 m (4. miejsce).
Percy trzykrotnie zdobył medale na mistrzostwach świata. Złoto wywalczył na turnieju w 1911 roku w karabinie wojskowym w trzech postawach z 300 m. Ponadto został srebrnym medalistą w pistolecie dowolnym z 50 m drużynowo (1913) i brązowym medalistą w karabinie dowolnym w trzech postawach z 300 m (1921).

## Wyniki

### Igrzyska olimpijskie
| Igrzyska       | Konkurencja                                     | Wynik                                         | Miejsce | Źródło |
| -------------- | ----------------------------------------------- | --------------------------------------------- | ------- | ------ |
| Sztokholm 1912 | Karabin dowolny, trzy postawy, 300 m            | 868 pkt. (309–314–245)                        | 44      | [ 4 ]  |
| Sztokholm 1912 | Karabin dowolny, trzy postawy, 300 m, drużynowo | 5471 pkt. (druż.) 931 pkt. ind. (351–313–267) | 4       | [ 2 ]  |
| Sztokholm 1912 | Karabin wojskowy, trzy postawy, 300 m           | 85 pkt. (45–40)                               | 23      | [ 5 ]  |
| Sztokholm 1912 | Karabin wojskowy, dowolna postawa, 600 m        | 83 pkt.                                       | 20      | [ 1 ]  |
| Sztokholm 1912 | Karabin wojskowy, drużynowo                     | 1515 pkt. (druż.) 263 pkt. ind. (69–69–66–59) | 5       | [ 6 ]  |

### Medale mistrzostw świata
Opracowano na podstawie materiałów źródłowych:
| Mistrzostwa     | Konkurencja                                     | Wynik             | Miejsce |
| --------------- | ----------------------------------------------- | ----------------- | ------- |
| Rzym 1911       | Karabin wojskowy, trzy postawy, 300 m           | 698 pkt.          |         |
| Camp Perry 1913 | Pistolet dowolny, 50 m, drużynowo               | 2234 pkt. (druż.) |         |
| Lyon 1921       | Karabin dowolny, trzy postawy, 300 m, drużynowo | 4609 pkt. (druż.) |         |